# فخری نیکزاد
فخری نیکزاد (۲ مرداد ۱۳۲۰ – ۸ اردیبهشت ۱۴۰۲) گوینده و مجری رادیو و تلویزیون ملی ایران اهل ایران بود. وی یکی از گویندگان اصلی برنامه گلها بود و بیش از ۹۸ برنامه گلها را دکلمه کرد.
نیکزاد در نوروز ۱۳۴۷ در دو آزمون گویندگی برای رادیو و تلویزیون شرکت و نخستین گویندگی را در برنامه شهر آفتاب در معرفی کتاب در تلویزیون برگزار کرد. سپس در برنامهٔ هفت شهر عشق که اختصاص به شعر و موسیقی عرفانی داشت کار گویندگی را برعهده گرفت. وی با ادغام رادیو و تلویزیون در یکدیگر، به دعوت هوشنگ ابتهاج به همکاری با برنامهٔ گل‌های تازه که جایگزین گل‌های داوود پیرنیا شده بود پرداخت و این همکاری تا پایان کار گل‌های تازه ادامه یافت.
فخری نیکزاد پس از انقلاب ۱۳۵۷ اجازه فعالیت نداشت. او پس از اعدام خواهرش سوزان نیکزاد در سال ۱۳۶۰ به دلیل فعالیت سیاسی، در سال ۱۳۶۲ ایران را ترک کرد و ساکن لندن بود.

## درگذشت
فخری نیکزاد جمعه ۸ اردیبهشت ۱۴۰۲ در لندن درگذشت.

## نگارخانه

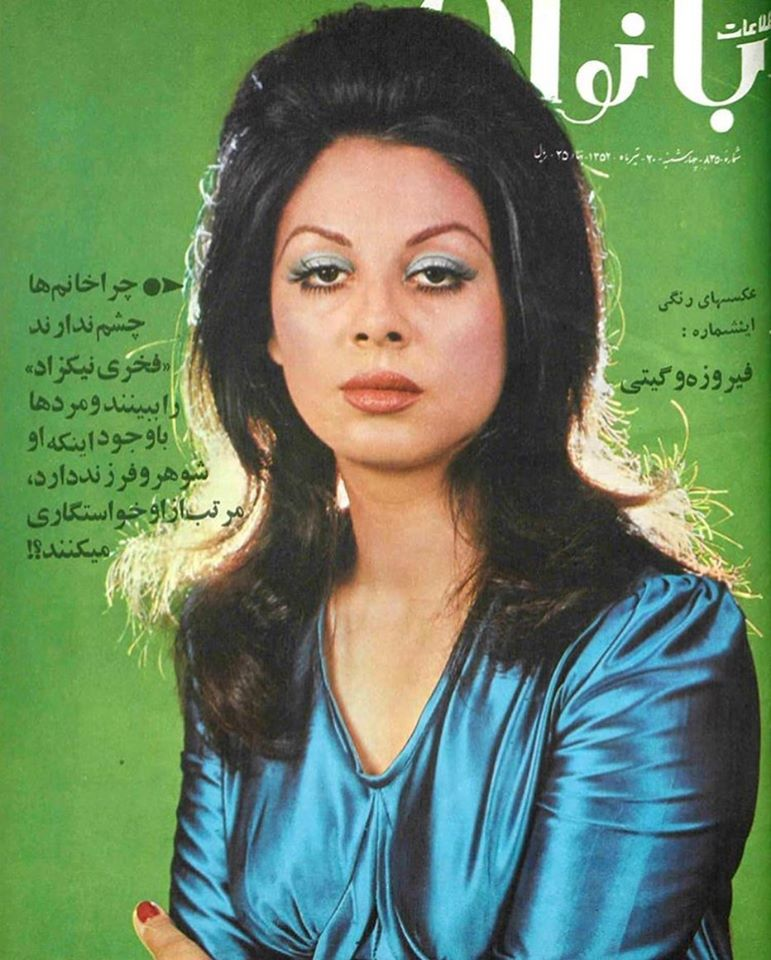

## فعالیت‌ها

### برنامه‌های تلویزیونی
- شهر آفتاب- نوروز ۱۳۴۷
- هفت شهر عشق- ۱۳۴۷

### برنامه‌های رادیویی
- گل‌ها
- نامه‌های یک جهانگرد
- یک شعر و یک شاعر
- هزار و یک شب